# Camaricus cimex
Camaricus cimex es una especie de araña cangrejo del género Camaricus, familia Thomisidae. Fue descrita científicamente por Karsch en 1878.

## Distribución
Esta especie se encuentra en el este de África.

## Tratamiento taxonómico
La especie aparece registrada y publicada en Exotisch-araneologisches. Zeitschrift für die Gesammten Naturwissenschaften 51: 322–333, 771–826.